# Cylindrepomus cyaneus
Cylindrepomus cyaneus är en skalbaggsart som beskrevs av Maurice Pic 1924. Cylindrepomus cyaneus ingår i släktet Cylindrepomus och familjen långhorningar. Inga underarter finns listade i Catalogue of Life.